# Takie jest życie
Takie jest życie – amerykańska tragikomedia z 1986 roku.

## Główne role
- Jack Lemmon - Harvey Fairchild
- Julie Andrews - Gillian Fairchild
- Sally Kellerman - Holly Parrish
- Robert Loggia - Ojciec Baragone
- Jennifer Edwards - Megan Fairchild Bartlet
- Robert Knepper - Steve Larwin
- Matt Lattanzi - Larry Bartlet
- Chris Lemmon - Josh Fairchild
- Cynthia Sikes - Janice Kern
- Dana Sparks - Fanny Ward
- Emma Walton - Kate Fairchild

## Fabuła
Gillian Fairchild jest znaną śpiewaczką. Od jakiegoś czasu boli ją gardło i nie może śpiewać tak dobrze, jakby tego chciała. W tajemnicy przed rodziną poddaje się badaniom. Okazuje się, że to rak, ale dokładne wyniki będą w weekend. Jej mąż, Harvey pracuje jako architekt. Obchodzi 60. urodziny i przeżywa kryzys. Uważa, że nie jest spełniony. Myśli o śmierci i przemijaniu, czym denerwuje rodzinę...

## Nagrody i nominacje
Oscary za rok 1986
- Najlepsza piosenka - „Life in a Looking Glass”; muzyka: Henry Mancini, słowa: Leslie Bricusse (nominacja)

Złote Globy 1986
- Najlepsza piosenka - „Life in a Looking Glass”; muzyka: Henry Mancini, słowa: Leslie Bricusse (nominacja)
- Najlepszy aktor w komedii lub musicalu - Jack Lemmon (nominacja)
- Najlepsza aktorka w komedii lub musicalu - Julie Andrews (nominacja)

Złota Malina 1986
- Najgorsza piosenka - „Life in a Looking Glass”; muzyka: Henry Mancini, słowa: Leslie Bricusse (nominacja)